# 藤田学 (野球)
藤田 学（ふじた まなぶ、1955年5月9日 - ）は愛媛県南宇和郡一本松町（現・愛南町）出身の元プロ野球選手（投手）・コーチ、解説者。
息子の藤田卓史は沖学園高校から九州共立大学を経て東芝に入社、2010年の第81回都市対抗野球で優勝に貢献、最優秀選手賞に当たる橋戸賞を受賞している。

## 経歴

### プロ入り前
最初は巨人ファンで、同じ愛媛県出身で同姓の藤田元司に憧れていた。中学時代は藤田と同じ慶應義塾大学に行くにはどうすればいいかと考え、その頃、慶応に進学する生徒が多かった土佐高を受験。一応、合格したが、地元の人たちから「こっちに残ってやってくれ」と言われ、南宇和高校に進学。1年次の1971年は1試合平均10何個の四球を出すなどコントロールが悪かったが、色んな人にアドバイスを貰って練習し、2年次の1972年に練習試合で無四球完封をしてから改善。体も大きくなり、いつしか球持ちがいい投球フォームにもなっていたほか、相手打者がタイミングを取りづらそうにしていたのも感じた。本格派右腕として活躍し、同年の秋季県大会1回戦で壬生川工を相手にノーヒットノーランを達成。3年次の1973年には春の県大会準決勝で延長18回を投げ切るが引分け再試合では9回の1失点で敗れた。夏の県大会で準々決勝に進出し、松山商の西本聖と投げ合い完封勝利を飾るが、準決勝では今治西の矢野隆司（亜大－熊谷組）に完封を喫して甲子園出場を逸する。西本は1歳下であったが、ライバル意識はなく、松山商に勝ちたいという気持ちが強かったため、勝って多くの人に喜んでもらった。

### プロ入り後
甲子園出場経験が無い藤田の知名度は低かったが、各球団のスカウトには一定の評価をされていた逸材であり、同年のドラフト1位で南海ホークスに入団。藤田はドラフト1位指名は予想しておらず、南海のことも野村克也選手兼任監督くらいしか知らなかったが、巨人ではなくても、南海からの1位指名は素直に嬉しかった。大学進学も考え、第1志望の慶大ではなく、早稲田大学のセレクションを受けていたが、迷うことなくプロの道を選択。ドラフト指名後に新聞記者が学校を訪問し、同級生に「胴上げしてください」って言ったが、同級生らは明らかに“何でしなきゃいかんの”という感じで嫌がっていた。
契約のために初めて大阪府堺市の合宿所『秀鷹寮』に行った際、準急に乗って電車の速さに感激したほか、3階建ての寮も見て感激。当時の一本松で3階建てといえば、役場か農協しかなかった。さらに感激したのは、練習中に水を自由に飲めることであった。高校時代は練習中に水を飲めず、隠れて飲むのが見つかれば怒られたが、プロでは堂々と水道の蛇口で飲めた。アップが終わって着替える時などは汗もかいているため、かなりの量を飲んでいた。粉末を水で溶く清涼飲料水も良かったため、自分で作って、冷やして持って行って飲めたのも嬉しかった。
生活面では驚き、感動、感激することが多かったが、野球の技術面では驚きは少なかった。キャンプのブルペンで投げている他の投手を見て、藤田は「これなら俺でもいけるな」と思ったが、それは大きな間違いであった。当時の投手はキャンプの中盤、後半から上げてくるため、前半は肩慣らしのようなものであった。それを全く知らなかった藤田はこれならと思ったが、後になって「この人、こんなに球が速かったんだ」と分かった。
入団後は野村の方針で二軍でじっくり鍛えられ、2年間は一軍に昇格されなかった。とにかく走って汗を流したが、団地が壁になって風が通らず暑かったため、夏はスライディングパンツ一丁であった。寮の周辺は田圃でカエルが鳴いている長閑な環境で、中百舌鳥駅手前の踏切の角には山本功児の実家であった駄菓子屋『山本商店』があり、藤田は菓子やパンをよく買っていた。
1年目の1974年は5月までに5勝し、コーチからは「5勝したら一軍から声がかかるかもしれないぞ」と言われていたが、そこから暗転。春先に右肩を痛め、前後期制の合間に中百舌鳥に現れた野村と初めて会話を交わす。藤田は野村に「肩おかしいです」と言うと、野村は「契約金返してもらわないかんな」と返した。肩を故障した後は投げられずにシーズンが終わったが、練習も完全な別メニューになる。他の選手が練習に出てくる前にグラウンドに行ってランニングなどをやり、他の選手が来るとプールに移動してリハビリという日々であった。
2年目の1975年には肩も治り、野村の発言で必死になってキャンプ、オープン戦と一軍に食らいついたが、最後の最後に二軍に落とされた。二軍では自信満々に投げ、打者は全然タイミングが合わなかったため、思うように投げられた。走者を出しても、ゲッツーを取ればいいという感じであり、球種はストレートとカーブとシュートで打たれる気がしなかった。一軍の試合のラジオを聞いていて、先輩が打たれると、藤田は次は俺かなと思ったが、違う選手が一軍に上がった。藤田は「なんで俺じゃないんだろう」と思いながら「勝っていくしかない」とも思い、16勝3敗、防御率1.68という成績を残す。4試合連続無失点、10連勝を含む16勝は現在でもウエスタン・リーグのシーズン最多勝記録である。藤田はなぜ一軍から声がかからないのかと思っていたが、2年目までの同僚であった江本孟紀は「（藤田は）サインが複雑で覚えられず、クイックができないからずっと二軍に置いといたら16勝して新記録、ノムさんはそれぐらい徹底していた。」と語っており、後に藤田も英才教育の方針を知ることになる。
3年目の1976年には「新人王を獲らせる」と満を持して一軍へ昇格させ、4月24日の日本ハム戦（後楽園）に先発江夏豊の2番手で初登板を果たす。5回1/3を1失点投球で初勝利を挙げるが、前期はこの1勝に終わる。初勝利の後に次の遠征先である宮城球場のブルペンで投げていたら、右手人差し指の関節が痛くなった。カーブは引っかからないため投げられたが、ストレートを投げるとピリッと来たため、病院に行っても原因不明で注射を打ってもらった。何とか痛みが治まり、再び一軍の試合に投げられたのは前期最終戦となった6月29日の近鉄戦（大阪）で、ローテーション投手に故障者が出たため、先発として復帰。佐藤竹秀に2ラン本塁打を浴びせられるなど8回3失点で敗戦投手となったが、次に繋がる投球内容でチャンスを掴むと、後期に先発ローテーション入りを果たす。後期だけで10勝をマークして、11勝3敗でリーグ2位の防御率1.98と好成績を挙げて新人王に選出された。新人王は太平洋の古賀正明との争いになったが、勝ち星では並んでいたものの防御率で上回って、10票差で野村の狙い通りの獲得となった。英才教育の成果はフォームにも表れ、ヒップファーストで打者に向かっていく原則通りに力を貯めて、上から投げ下ろす本格派といえる投球フォームになっていた。野村は「お前はアウトコース低めに投げとれ」だけアドバイスし、試合中にマウンドに来る時にはマスクを頭の上に被ってたら続投、ミットの上においていたら交代というもので、藤田はそこばかりを見ていた。野村のサインにうなずいて投球するのは1球、1球、嫌でも緊張感があり、3連戦前には相手の特徴や長所・短所などを徹底的に説明された。その上でコースを間違ったり、ボールにするところでストライクを取ったりすると、ベンチに戻ってから説教されることも何度もあった。インコースが打てない打者に2球投げてストライクを取った後に、自分なりに考えて1球をインコースにボールで投げにいったところ、デッドボールになったことがあった。野村からは「なんで、あんなボール投げるんだ、打てないところは打てないんだから、あそこは（ストライク）3つでいいんだ」と怒られた。ある試合ではカーブのサインを違えてストレートを投げ、ライナーを打たれて、自分の足首に打球が当たった。慌てて球を取りに行こうとしたが、動けず内野安打になった。ナインが心配そうに駆け寄ってきた中、歩いて近づいてきた野村に「サイン、何やった」と聞かれて「真っ直ぐです」と答えると、「カーブや!代われ!」と怒られた。負傷したため続投は無理な状況であったとはいえ、その時の厳しい口調、表情は現在も忘れられない。この当時、生年月日が全く同じということもあって掛布雅之がライバルと語っていたことがある。1年目の開幕前に二軍の阪神戦で、掛布は先輩が投げていたインサイドの球を強烈なライナーのファウル、その後の外の球を今度はレフト線に二塁打にし、これは凄いなと思った藤田は勝手にライバル視するようになる。1976年オフの表彰式では掛布と一緒になり、話もしたが、まだまだ近づいた気にもならなかった。阪神と南海ではスポーツ紙の扱いも全然違ったため、さらに発奮材料となる。1976年は佐藤道郎、1977年は江夏がクローザーでいたため、立ち上がりから飛ばして投げられることもプラスになった。その後は1977年・1978年と2年連続で自己最多の16勝を記録し、オールスターゲームにも出場。1978年にチームは42勝に終わって9年ぶりの最下位に転落したが、藤田は連敗ストッパーとしても機能した。馬力のあるストレートとブレーキの鋭い大小のカーブが持ち味であった。
1979年、4月7日の阪急戦（西宮）で開幕投手を務めた際に右足の内転筋を痛めたことで、運命が暗転する。初回に5番の島谷金二にシュートを投げた時に内転筋に違和感が発生するが、2死一、二塁のピンチは切り抜けた。チェンジになってベンチに帰り、痛かったが、テープを巻いて3回までは投げた。その3回に3点取られて交代したが、球も全然いかなくなってしまった。歩くことはできたが、足を広げたり、走ったりすると痛かった。藤田の投球フォームの特徴であった7足半の歩幅も不可能になり、6足半になったことで上体だけの手投げになってしまう。広瀬叔功監督に同じく内転筋を痛めた経験がある星野仙一の電話番号を教えてもらい、星野に電話したが、星野の「慌てずにゆっくり治せ」というアドバイスを藤田は聞かなかった。少し痛くなくなったらすぐ投げたため、また痛めてしまい、これが響いて本来の7足半の投球フォームを取り戻したくてもできなくなった。シーズン通算2勝に終わっただけでなく、右足をかばううちに右肩、右肘にも痛みが出る悪循環に陥ってしまう。
1980年も3勝にとどまったが、1981年には右足が快方に向かうと、シーズン初先発となった4月20日の日本ハム戦（大阪）で完封。その勢いで前期だけで9勝を挙げ、後期は8月下旬からの5連敗などで失速したものの、クローザーの金城基泰が苦しむ中で13勝と復活。その時でも手応えはなく、6足半になってから粘りが無くなり、トレーニングやランニング量は少なくなっていた。
1982年からは体重が増えるようになり、それが球のスピードもキレも奪っていった。同年からは登板機会も徐々に減少し、6勝、2勝、2勝、1勝と徐々に勝ち星を減らしていき、1986年は1イニングを投げただけで勝ち星は無かった。同年引退。

### 引退後
引退後は南海→ダイエー→ソフトバンクで二軍投手コーチ（1987年 - 1989年, 1992年, 2000年, 2007年 - 2008年）・一軍ブルペンコーチ（1990年 - 1991年）・二軍育成コーチ（1996年）→一軍ブルペン投手コーチ（1997年）→一軍投手コーチ（1998年 - 1999年）・二軍ヘッド兼投手コーチ（2001年）、オリックス一軍投手コーチ（2002年 - 2003年）→沖データコンピュータ教育学院総監督（2005年  - 2006年）、中信兄弟で二軍ヘッド兼投手コーチ（2019年）→二軍サブマネージャー（2020年） を務めた。
コーチになったばかりの頃は雨が降っていたら、選手と一緒に濡れなきゃいけないと思っていた。一軍ブルペンコーチ時代の1990年は5月から中西勝己コーチの休養に伴いベンチを担当したが、チーム防御率5.56で最下位に低迷し、普段から仲が良かった山内和宏と衝突した。1991年は一軍ブルペンコーチに戻り、退団後はサンテレビボックス席解説者（1993年 - 1995年）を務めた。
ダイエー時代は下柳剛が冬のランニングメニューを夏でもこなしたところが印象に残り、復帰してから一軍投手コーチになっていた1999年にはブルペン担当としてリーグ優勝・日本一に貢献するが、中日との1999年の日本シリーズ第1戦に先発して完封勝利を挙げたエース工藤公康の凄さを改めて感じ取る。試合前の工藤の状態が全然良くなかったため、マウンドに送り出すのが心配で堪らなかった。工藤が出て行った後すぐにリリーフ陣を呼んで「何かあったら、すぐいける準備をしとけ」と指示するほどであったが、全て杞憂に終わり、藤田は逆にその修正能力に驚いた。先頭打者の関川浩一がフルカウントからボール球を振ってくれたのも大きかったとはいえ、試合で工藤は変化球を投げることで自分の調子を戻したようにも見えた。藤田は特にカーブは腕の振りが真っ直ぐより速いイメージがあるくらいだと思っていたが、それも上手く使って、藤田は「やはり普通のピッチャーとは違うな」と思った。2000年は再び二軍に戻り、2001年6月に解任。
オリックス一軍投手コーチ時代は2年連続最下位と結果を残せなかったが、2002年は具臺晟・金田政彦の両左腕による最優秀防御率の争いで、最終的には金田が獲得。具にも投げるチャンスはあり、通訳を通じて「投げたら抜けるけど」と伝えると「僕は韓国でタイトルを取ったから、金田に取らせてあげてください」と言って投げなかったのに藤田は驚いた。2003年は年間最多被安打1534、最多失点927、最多自責点819など次々とプロ野球ワースト新記録を記録し、同年退任。
野手のコーチに言われて、遊撃手からの送球がスライドする川崎宗則のスローイングを指導した際、川崎の何事にも一生懸命なところが印象に残ったこともあったが、ソフトバンク二軍投手コーチ時代は新垣渚を降格の度に徹底指導。二軍で調整中の新垣に「お前の一番良かったころはいつだ?」と尋ね、「2004年シーズン」との返答が来ると、当時のビデオを見返して、投球フォームや組み立てを振り返った。そうして「横振り」という答えが導き出されると、腕の位置を下げて投げ込みを開始。今度は体の使い方がオーバースローだが腕は違うという以前と逆の現象に悩んだが、投げ込みを重ねることで克服していった。
2009年からはスカウトに転身し、その後は編成育成部国内担当、ジュニアチーム監督（2010年 - 2011年）、プロスカウトアドバイザーを歴任。編成担当時代は選手を見る目に定評があり、特に専門の投手チェックには長年の経験の積み重ねによる独自の理論を持っていた。千賀滉大があり得ないレベルまで溜めて投げていた光景に、思わず「普通の投げ方でも君はすごいと思うよ」と声をかけたこともあったが、編成担当はなってからは選手を見る目も含めて、大いに勉強になった。選手の技術だけでなく、性格も知るため、裏方の人も含めた色々な人物と食事に行ったりして、色んな話も聞いた。選手を覚える際にはスコアブックには名前をわざと書かず、背番号と選手の特徴だけを書いて、この選手はこういう走り方、こういう打ち方という感じで見ていき、自然と頭の中に入っていった。外国人選手の調査ではアメリカに行って3Aからメジャーのキャンプを視察し、3Aの調査では1ヶ月で100人以上の投手を見た。移動の連続で、行って帰って、また出かけて、寝るのは飛行機の中ということもあった。韓国では三星ライオンズのリック・バンデンハークを視察し、獲得を推薦して成功させている。ロベルト・スアレスは球速はあったものの、ピッチングを見た時に球の見やすさと、打者とのタイミングのずれの少なさに厳しい視線を送ったが、結果は移籍先の阪神で開花したため失敗した。2018年10月3日退団。

## 詳細情報

### 年度別投手成績
| 年 度      | 球 団      | 登 板 | 先 発 | 完 投 | 完 封 | 無 四 球 | 勝 利 | 敗 戦 | セ 丨 ブ | ホ 丨 ル ド | 勝 率 | 打 者 | 投 球 回 | 被 安 打 | 被 本 塁 打 | 与 四 球 | 敬 遠 | 与 死 球 | 奪 三 振 | 暴 投 | ボ 丨 ク | 失 点 | 自 責 点 | 防 御 率 | W H I P |
| ---------- | ---------- | ----- | ----- | ----- | ----- | -------- | ----- | ----- | -------- | ----------- | ----- | ----- | -------- | -------- | ----------- | -------- | ----- | -------- | -------- | ----- | -------- | ----- | -------- | -------- | ------- |
| 1976       | 南海       | 27    | 14    | 7     | 2     | 1        | 11    | 3     | 0        | --          | .786  | 589   | 149.2    | 133      | 8           | 25       | 0     | 7        | 52       | 2     | 0        | 40    | 33       | 1.98     | 1.06    |
| 1977       | 南海       | 35    | 31    | 18    | 3     | 2        | 16    | 13    | 0        | --          | .552  | 1004  | 244.1    | 237      | 16          | 49       | 1     | 8        | 99       | 1     | 1        | 100   | 89       | 3.28     | 1.17    |
| 1978       | 南海       | 33    | 29    | 20    | 6     | 2        | 16    | 11    | 0        | --          | .593  | 918   | 231.2    | 206      | 21          | 42       | 2     | 6        | 100      | 0     | 0        | 82    | 74       | 2.87     | 1.07    |
| 1979       | 南海       | 8     | 5     | 0     | 0     | 0        | 2     | 5     | 0        | --          | .286  | 126   | 27.0     | 39       | 10          | 10       | 0     | 0        | 9        | 0     | 0        | 27    | 26       | 8.67     | 1.81    |
| 1980       | 南海       | 18    | 8     | 2     | 0     | 0        | 3     | 4     | 1        | --          | .429  | 307   | 68.0     | 87       | 13          | 22       | 0     | 0        | 25       | 1     | 0        | 43    | 42       | 5.56     | 1.60    |
| 1981       | 南海       | 29    | 27    | 12    | 2     | 2        | 13    | 11    | 0        | --          | .542  | 876   | 213.1    | 209      | 25          | 59       | 1     | 0        | 78       | 0     | 0        | 90    | 87       | 3.68     | 1.26    |
| 1982       | 南海       | 25    | 16    | 1     | 0     | 0        | 6     | 8     | 0        | --          | .429  | 523   | 115.1    | 157      | 18          | 31       | 0     | 2        | 26       | 0     | 0        | 74    | 67       | 5.24     | 1.63    |
| 1983       | 南海       | 12    | 12    | 0     | 0     | 0        | 2     | 6     | 0        | --          | .250  | 238   | 54.2     | 71       | 14          | 6        | 0     | 1        | 14       | 0     | 1        | 42    | 38       | 6.26     | 1.41    |
| 1984       | 南海       | 7     | 7     | 0     | 0     | 0        | 2     | 0     | 0        | --          | 1.000 | 161   | 38.1     | 41       | 11          | 8        | 0     | 0        | 11       | 0     | 0        | 26    | 25       | 5.87     | 1.28    |
| 1985       | 南海       | 18    | 6     | 1     | 0     | 0        | 1     | 4     | 0        | --          | .200  | 200   | 43.0     | 57       | 4           | 16       | 0     | 2        | 8        | 0     | 0        | 34    | 30       | 6.28     | 1.70    |
| 1986       | 南海       | 1     | 0     | 0     | 0     | 0        | 0     | 0     | 0        | --          | ----  | 4     | 1.0      | 2        | 0           | 0        | 0     | 0        | 0        | 0     | 0        | 1     | 1        | 9.00     | 2.00    |
| 通算：11年 | 通算：11年 | 213   | 155   | 61    | 13    | 7        | 72    | 65    | 1        | --          | .526  | 4946  | 1186.1   | 1239     | 140         | 268      | 4     | 26       | 422      | 4     | 2        | 559   | 512      | 3.88     | 1.27    |

### 表彰
- 新人王 （1976年）

### 記録
初記録
- 初登板：1976年4月13日、対阪急ブレーブス前期1回戦（西京極球場）、5回裏無死から2番手で救援登板・完了、4回無失点
- 初先発登板：1976年4月18日、対近鉄バファローズ前期5回戦（藤井寺球場）、6回3失点で勝敗つかず
- 初勝利：1976年4月24日、対日本ハムファイターズ前期5回戦（後楽園球場）、4回裏1死から2番手で救援登板・完了、5回2/3を1失点
- 初先発勝利：1976年7月6日、対日本ハムファイターズ後期1回戦（後楽園球場）、7回2/3を1失点
- 初完投勝利：1976年7月31日、対太平洋クラブライオンズ後期2回戦（平和台球場）、9回1失点
- 初完封：1976年8月8日、対太平洋クラブライオンズ後期6回戦（県営富山球場）
- 初セーブ：1980年5月10日、対阪急ブレーブス前期5回戦（阪急西宮球場）、9回裏から4番手で救援登板・完了、1回無失点

その他の記録
- オールスターゲーム出場：3回 （1977年、1978年、1981年）

### 背番号
- 26（1974年 - 1986年）
- 83（1987年 - 1988年、1997年 - 1999年）
- 76（1989年）
- 87（1990年）
- 71（1991年 - 1992年）
- 73（1996年）
- 70（2000年 - 2001年）
- 81（2002年 - 2003年）
- 77（2007年 - 2008年、2019年）